# Gladiolus huttonii
Gladiolus huttonii är en irisväxtart som först beskrevs av Nicholas Edward Brown, och fick sitt nu gällande namn av Peter Goldblatt och M.P.de Vos. Gladiolus huttonii ingår i släktet sabelliljor, och familjen irisväxter. Inga underarter finns listade i Catalogue of Life.